# جون إتش كويك
جون إتش كويك (بالإنجليزية: John H. Quick) هو عسكري أمريكي، ولد في 20 يونيو 1870 في تشارلز تاون في الولايات المتحدة، وتوفي في 9 سبتمبر 1922 في سانت لويس في الولايات المتحدة.